# فلش‌واتر
فلش‌واتر (به انگلیسی: Fleshwater) گروهٔ موسیقی راک آمریکایی می‌باشد که در سال ۲۰۱۷ به‌وجود آمد.

## تاریخچه
این گروه موسیقی را آنتونی دیدیو (خواننده و گیتارزن) و مت وود (درامر) به‌وجود آوردند؛ این دو عضو گروه وین.اف‌ام نیز هستند. جرمی مارتین (بیس‌زن و از اعضای وین.اف‌ام) و ماریسا شیرار (خوانندهٔ اصلی) نیز به آن‌ها پیوستند. ایدهٔ اولیهٔ گروه از سال ۲۰۱۷ زمانی که دیدیو و وود سه آهنگ نوشتند، شروع گردید. برخی حدس می‌زنند اسم این گروه از ترانهٔ «فلش اند واتر» گرفته شده باشد که دیوید در سال ۲۰۱۶ برای پروژهٔ شخصی خودش به‌نام «دث_اف‌ام» در سال ۲۰۱۶ منتشر نموده بود. آن‌ها اولین قطعهٔ خود را تحت عنوان «لیندا کلر» در سال ۲۰۱۹ منتشر کردند که شیرار خوانندهٔ اصلی ترانه بود. فوریهٔ سال بعد، آن‌ها نخستین ئی‌پی خود را تحت عنوان دمو۲۰۲۰ منتشر کردند که حاوی «لیندا کلر» می‌بود. این انتشار برایشان اولین موفقیت بزرگ را به ارمغان آورد و باعث شد هواداران زیادی پیدا کنند. این ترانه در اسپاتیفای به بیش از ۱ میلیون استریم دست یافته‌است.
این گروه تک‌آهنگ «نردبان را ببوس» را در ۶ اکتبر سال ۲۰۲۲ را منتشر نمود و هم‌زمان از انتشار نخستین آلبوم خود تحت عنوان نیومدیم که کسی دوستمون داشته باشه رونمایی کرد. دومین تک‌آهنگ آلبوم «سیب تیغ» در اکتبر ۲۱ منتشر شد، آلبوم نیز کمی بعدتر در ۴ نوامبر منتشر گردید و با تحسین از سوی منتقدان روبه‌رو شد. این گروه اولین اجرای زنده‌ی خود را ۱۹ دسامبر سال ۲۰۲۱ در شیکاگو، ایلینوی، در سالن سابترینین برگزار نمود و در کنار وین.اف‌ام از هارمز وی نیز حمایت کرد. فلش‌واتر در مه/ژوئن ۲۰۲۳ اولین تور کاملشان را در ایالات متحده آغاز و در این تور از نو پرشر همراه با گروه‌های کویو و ایلوژن حمایت کرد. سپس در پاییز سال ۲۰۲۳ یک تور سراسری دیگر نیز در ایالات متحده برگزار کرد و این‌بار از هارمز وی همراه با گروه‌های اینگرون و جایوبامب حمایت کرد.
فلش‌واتر در ۲۷ دسامبر سال ۲۰۲۳ به‌طور غیرمنتظره‌ای ئی‌پی جدیدی تحت عنوان صداهای غم و اندوه منتشر کرد که این ئی‌پی حاوی هفت آهنگ بازسازی‌شده و ریمیکس‌شده از نیومدیم که کسی دوستمون داشته باشه بود. سپس در ۲۷ دسامبر سال ۲۰۲۴ تک‌آهنگی تحت نام «استندالون» منتشر کرد که جزء آلبوم‌های قبلی آن‌ها نبود.

## سبک موسیقایی
منتقدان موسیقی آثار فلش‌واتر را در سبک‌هایی همچون سافت گرانج، نیو گیز و شوگیز تقسیم‌بندی کرده‌اند.